# 迪克·布魯納
亨德里克·马赫达莱纳斯·布魯納（荷蘭語：Hendrik Magdalenus Bruna），1927年8月23日—2017年2月16日），暱稱迪克·布魯納（Dick Bruna），生於荷蘭烏特勒支，作家、藝術家、插畫家、平面設計師、兒童繪本作家。最出名的作品是米飛兔（英語：Miffy）系列作品。他創作的其他角色包括波里斯熊、芭芭拉熊、貝茜豬（Betje Big）、史努菲（Snuffie） 。
除了兒童繪本，迪克·布魯納也說明及設計書籍封面、海報及宣傳品。